# Abchasen

Verteilung der Abchasen in Abchasien und der Region

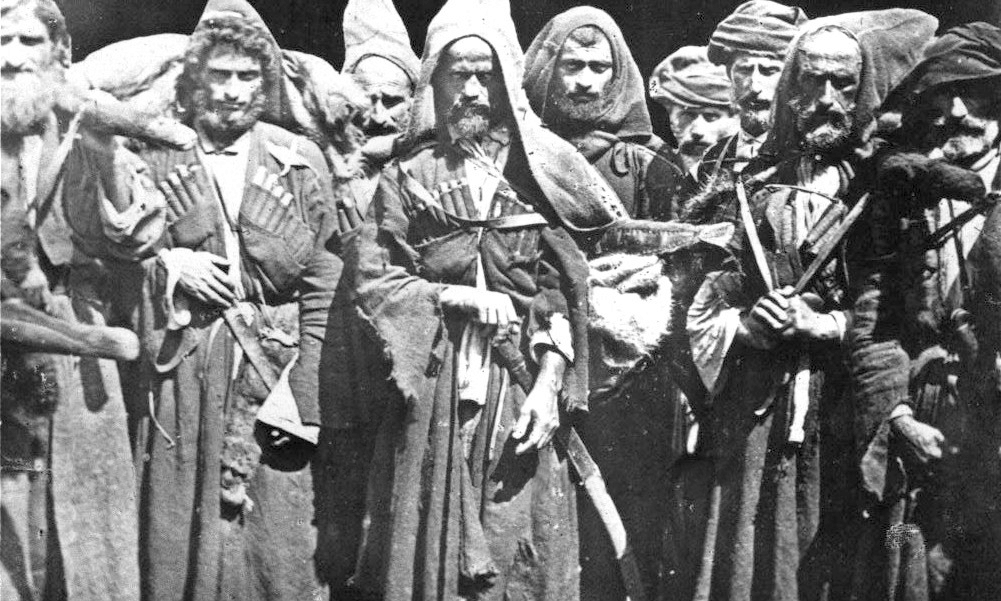
Abchasische Männer, Mitte des 19. Jahrhunderts

Die Abchasen (abchasisch аҧсуаа/aṗsuaa) sind eine Volksgruppe im Kaukasus, die hauptsächlich in Abchasien ansässig ist. In Folge starker Emigration, insbesondere ab Mitte des 19. Jahrhunderts, leben Abchasen aber heute in zahlreichen Ländern der Welt verstreut. Die Abchasen sprechen zumeist die abchasische Sprache, kleinere Teile sprechen jedoch hauptsächlich Russisch oder die Sprache ihres jeweiligen Wohnorts.
Im Jahre 1989 lebten in der Georgischen SSR 95.900 Abchasen, davon 93.300 in der damaligen Abchasischen ASSR, in der ganzen Sowjetunion 105.000. Nach der im Jahre 2003 von der Regierung des de facto unabhängigen Abchasiens durchgeführten Volkszählung leben in Abchasien 94.500 Abchasen, diese Zahl stieg bis 2011 auf über 122.000. In Russland leben zudem über 11.000 Abchasen, in Georgien (ohne Abchasien) etwa 3.500. Hinzu kommen abchasische Gemeinden in der Ukraine und in weiteren europäischen Ländern, in der Türkei, in Syrien, Jordanien und in den USA.
Abchasen und die verwandten Abasinen werden häufig als eine Nation angesehen. Ihre gemeinsame Anzahl beträgt in den oben genannten Ländern rund 400.000 Menschen. Ein großer Teil der Abchasen und Abasinen lebt jedoch bereits seit mehreren Generationen in der Diaspora, es ist unklar, wie viele von ihnen sich in Folge von Assimilation und Akkulturation noch selbst als Abchasen bzw. Abasinen sehen.
Die Abchasen sind sprachlich und kulturell mit den nordkaukasischen Tscherkessen und den Ubychen verwandt, weisen jedoch auch zahlreiche kulturelle Ähnlichkeiten mit den Georgiern auf. Das jahrhundertelange gemeinsame Leben beider Völker wirkte sich auch auf die Sprache der Abchasen aus. Die Selbstbenennung der Abchasen ist „apsua“ (аҧсуа). In den meisten Sprachen der Welt wurde der Begriff „Abchas“ oder „Apchas“ aber aus dem georgischen Wort „Apchasi“ (აფხაზი) entwickelt. Auf Türkisch und in einigen nordkaukasischen Sprachen werden Abchasen als „Abasen“ bezeichnet.

## Sprache
Die Muttersprache der Abchasen ist die Abchasische Sprache, die zur Nordwestkaukasischen oder Abchasisch-Adyg(e)ischen Sprachfamilie gehört. Abchasisch teilt sich in zwei Dialekte: Bsipisch und Abschuisch. Sie unterscheiden sich hauptsächlich in der Phonetik. Der abschuische Dialekt wurde der abchasischen Standardsprache zugrunde gelegt, die vor allem in Sochumi und im südwestlichen Abchasien gesprochen wird. Ein Teil der in Abchasien lebenden Abchasen beherrscht die abchasische Sprache nicht mehr und spricht Russisch.
Die abchasische Sprache ist sehr nah mit dem Abasinischen verwandt, das von den Abasinen im Nordkaukasus (Karatschai-Tscherkessien) gesprochen wird. Diese zwei Sprachen sind miteinander eng verbunden und bilden eine Untergruppe der (nordwestkaukasischen) abchaso-adygeischen Sprachfamilie. Sie unterscheiden sich in der Lexik und Phonetik nur wenig, so dass die Unterteilung beider Sprachen eher auf die verschiedenen Sprachräume zurückzuführen ist.
Im Mittelalter war in Abchasien Georgisch als Schriftsprache sowohl unter ethnischen Georgiern als auch unter Abchasen vorherrschend. Nur in der Kirche galt Griechisch bis zum 9. Jahrhundert als offizielle Sprache für religiöse Zwecke. Seit dem 9. Jahrhundert wurde die griechische Sprache auch in der Kirche durch Georgisch ersetzt, weil sich damals die orthodoxe Eparchie des Königreiches Egrissi-Abchasien der Georgisch-Orthodoxen Kirche angeschlossen hatte. Die große Verbreitung der georgischen Sprache wird durch die große Anzahl mittelalterlicher hagiografischer und hymnografischer Werke in Abchasien bezeugt, die auf Georgisch verfasst wurden. Im mittelalterlichen Abchasien gab es ab dem 9. Jahrhundert nur noch georgischsprachige Schriften.
In der georgischen Chronik „Das Leben Kartlis“ gibt es eine etymologische Erklärung des Beinamens des georgischen Königs Giorgi IV. Lascha. Danach bedeutet „Lascha“ in der Sprache der Apsaren „der Strahlende“. Heute wird oft diese Sprache der Apsaren mit dem Abchasischen identifiziert; der Grund ist sowohl die phonetische Ähnlichkeit der Wörter Apsar und Apsua, als auch die Tatsache, dass im heutigen Abchasischen das Wort alascha „das Licht“ bedeutet.
Einige georgische Historiker vertreten die These, dass die abchasische Sprache ursprünglich im Nordkaukasus gesprochen worden sei und erst nach der Einwanderung adygeisch-abchasischer Stämme ins heutige Abchasien im 17. bis 18. Jahrhundert dort verbreitet wurde. Die Mehrheit der Historiker außerhalb Georgiens hält diese Theorie für widerlegt und geht davon aus, dass die Abchasen schon sehr früh in Abchasien ansässig waren.
In einem 1895 veröffentlichten russischen Nachschlagebuch, in dem die Bewohner des Russischen Kaiserreichs beschrieben sind, wird über Abchasen gesagt, dass sozial hochgestellte Menschen Georgisch sprechen und andere in einem besonderen Dialekt (russisch на особом наречии), womit vermutlich die heutige abchasische Sprache gemeint ist.

## Geschichte

### Frühe Geschichte
Die ältesten Siedlungen im Gebiet des heutigen Abchasien stammen aus der frühen Steinzeit, sind etwa 400.000 Jahre alt und gehören zum Acheuléen. Seit dem 5.–4. Jahrtausend v. Chr. beginnt die Bevölkerung mit der Metallverarbeitung. Die ersten in Abchasien gefundenen Erzeugnisse aus Bronze werden auf das 3. Jahrtausend v. Chr. datiert.
Die ethnische Herkunft der Stämme, die bis zum 2. Jahrtausend v. Chr. auf dem Gebiet des heutigen Abchasiens und auch anderer Regionen des westlichen Georgiens wohnten, ist heute unklar. Die meisten Forscher sprechen für diese Zeit nicht von einer bestimmten Ethnie. Archäologische Funde seit dem 2. Jahrtausend v. Chr. bis zur Antike weisen darauf hin, dass Westgeorgien in diesem Zeitraum von protokartwelischen Stämmen der Kolchis-Kultur besiedelt war, die sich in mehrere Subgruppen aufteilten. Die protokartwelische Bevölkerung ist bis zur Antike auf diesem Gebiet bezeugt. Die etymologische Herkunft des Namens von Sochumi geht auf den alten Namen der Stadt „Zchumi“ (georgisch ცხუმი) zurück, stammt aus der swanischen Sprache und bedeutet „Hainbuchen“.
Überlieferungen über die Bevölkerung Abchasiens bis in die Antike sind bei mehreren griechischen Autoren erhalten, darunter Hekataios von Milet, Herodot, Skylax, Strabon. Aus diesen Quellen wird deutlich, dass von den Kolchern das heutige westgeorgische Gebiet bis zur Stadt Dioskuria (heute Sochumi) besiedelt war; nördlich von Dioskuria werden neben Kolchern auch andere Stämme, wie die Kerketen und Koraxen genannt. Diese Stämme werden manchmal als subethnische Gruppen der Kolcher, manchmal auch als unabhängige Ethnien bezeichnet, die zur Kolchis-Kultur gehörten.
Bei Claudius Ptolemäus und Flavius Arrianus wird im 2. Jahrhundert n. Chr. in der Nähe der heutigen Stadt Tuapse ein geografisches Gebiet mit dem Namen „Altes Lasika“ erwähnt. Einige georgische und abchasische Wissenschaftler sehen diesen Namen als Hinweis auf kolchische Bevölkerung in diesem nördlicheren Gebiet bereits zu dieser Zeit.

### Antike
In der Frühantike gehörte das heutige abchasische Gebiet zu Kolchis (6. Jahrhundert v. Chr. bis 1. Jahrhundert n. Chr.). Die ethnische Zugehörigkeit der Bevölkerung nordwestlich von Dioskuria ist für diese Zeit umstritten. In den nördlichen Regionen von Kolchis wohnten Swanen, die auch bis Dioskuria verbreitet waren.
Chroniken um die Zeitenwende erwähnen die Stämme der Abasgen, Apsilen, Missimianer und Sanigen. Die Missimianer und Sanigen werden heute als kartwelische Stämme swanischer Sprache bezeichnet. Die Sprache und Herkunft der Abasgen und Apsilen ist unklar. Auch ist umstritten, seit wann diese zwei Stämme in diesem Gebiet wohnen. Es gibt die Ansicht, dass sie schon seit früher Zeit hier siedelten, in den Quellen anfangs aber nicht erwähnt wurden, weil sie zur gemeinsamen Kolchis-Kultur gehörten. Einer anderen Theorie nach wanderten die Apsilen und Abasgen zum Beginn unserer Zeitrechnung vom Nordkaukasus ein. Es gibt außerdem unterschiedliche Überlegungen über die sprachlich-ethnische Herkunft dieser Stämme. Vermutlich waren beide abchasisch-adygische Stämme und die unmittelbaren Vorfahren des abchasischen Volkes. Mehrere georgische Historiker und Sprachwissenschaftler, wie Nikolos Marr, Iwane Dschawachischwili, Simon Dschanaschia, Nikolos Berdsenischwili, Giorgi Melikischwili und andere vertraten diese Meinung. Nur wenige Wissenschaftler meinen, dass die Abasgen und Apsilen kartwelische Stämme waren und die heutigen Abchasen sich aus im 17. Jahrhundert angesiedelten adygisch-abchasischen Stämmen formierten. Die georgische Historikerin Meri Inadse lenkt die Aufmerksamkeit auf die von Plinius erwähnten Völker der „Abzoe“, die im Nordkaukasus wohnten, und stellte die Hypothese auf, diese Völker könnte man auch mit den Abchasen verbinden. Es gibt auch die Annahme, dass die in syrischen Quellen benannten Stämme von „Abeschla“, die im gebirgigen Kleinasien siedelten, in der Antike Vorfahren der Abchasen gewesen sein könnten, später wanderte aber ein wichtiger Teil dieser Bevölkerung nach Norden.
Die in griechischen Quellen erwähnten Apsilen oder Apsilia entsprechen den in mittelalterlichen georgischen Quellen benannten „Apschili“ und „Apschileti“; „Abasg“ ist eine griechische Variante für das georgische Wort „Apchasi“, der heutige griechische Name der Abchasen ist griechisch Αβασγοί=Abasgoi.
Nach dem Untergang des Königreiches Kolchis entstanden einige politisch vom Römischen Reich abhängige Fürstentümer. Darunter waren nach Arrian auch Abasgien und Apsilien. Seit dem 2. Jahrhundert n. Chr. vereinte sich Westgeorgien unter dem Namen Lasika, zu dem auch Apsilien (Apschileti) gehörte (bis zum Fluss Kodori); nordwestlich vom Kodori befand sich Abasgien (Apchaseti), dessen Herrscher Vasallen von Lasika waren.

### 6. bis 8. Jahrhundert
Seit dem Beginn des Mittelalters wurde das Königreich Lasika geschwächt und musste die Oberhoheit des Oströmischen Reiches anerkennen. Der große Einfluss von Byzanz auf Lasika und seine Vasallen (Abasgen, Apsilen) begünstigte die Festigung des Christentums in dieser Region. Nach byzantinischen Quellen waren die Abasgen und Apsilen seit dem 6. Jahrhundert Christen, hatten aber heidnische Traditionen erhalten, wie die Vergöttlichung einiger Bäume. Unter den Vasallen von Lasika hatten die Abasgen die stärkste Identität, sie hatten auch eigene Könige und Fürsten. Im 6. Jahrhundert verlor Lasika den Einfluss auf Abasgien, das sich von Lasika abtrennte und sich dem Byzantinischen Reich unterstellte. Seit dieser Zeit erstarkte Abasgien und expandierte aus den Grenzen des alten Abasgiens auch auf die Gebiete der Apsilen, Missimianer und Sanigen. Durch diese Expansion erweiterte sich die Bedeutung des griechischen Wortes „Abasg“ und des entsprechenden georgischen „Apchasi“ auf das Gebiet des gesamten heutigen Abchasiens. Unter byzantinischer Vorherrschaft entstand ein neuer Staat, das Fürstentum Abasgien, in dem im 7. bis 8. Jahrhundert die Konsolidierung der Stämme geschah. Im 8. Jahrhundert enden griechische Quellenerwähnungen der kleineren Stämme, wie der Apsilen, Sanigen und Missimianer, und es werden nur noch die Abasgen bzw. Apchasi erwähnt.
Im 8. Jahrhundert war die Formierung Abchasiens als eines feudalen Fürstentums abgeschlossen, hauptsächlich aus den beiden vermutlich adygisch-abchasischen Stämmen der Abasgen und Apsilen, teilweise aber auch den kartwelischen der Sanigen und Missimianern. Sie bildeten den Ursprung des abchasischen Volkes, später schlossen sich ihnen aber auch andere angesiedelte Stämme an.
Seit dem 7. und 8. Jahrhundert begann die hegemoniale Ausbreitung des Fürstentums Abasgien in ganz Westgeorgien. Dabei pflegten die abchasische Fürsten Kontakte mit dem östlichen Georgien. 736 besiegte bei Anakopia (in der Nähe des heutigen Achali Atoni) das gemeinsame Heer der Abchasen und Georgier aus Ostgeorgien die Araber, die nach dieser Niederlage ihren Einfluss auf große Teile Georgiens verloren.

### 9. bis 10. Jahrhundert

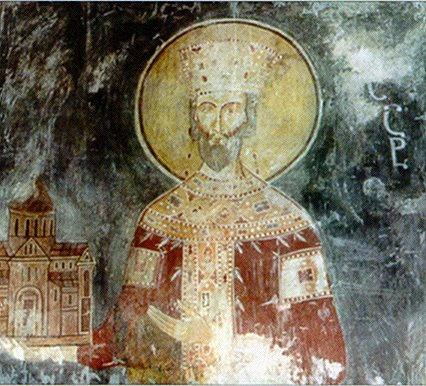
Bagrat III. Bagrationi, der Sohn Gurgens von Kartlien und der abchasischen Königstochter Guranducht, der erste König des vereinigten Königreichs Georgien

In den 780er Jahren vereinigten sich Egrissi, die Reste Lasikas, und das Fürstentum Abchasien und bildeten den neuen Staat Egrissi-Abchasien, oft auch nur Königreich Abchasien genannt. Nach georgischen Quellen ließ der letzte Vertreter der Dynastie von Egrissi, Artschil, seine Nichte als Erbin Egrissis mit dem abchasischen Fürsten Lewan (später Lewan II./Leon II.) verheiraten. Dadurch erbte Lewan auch den Thron von Egrissi. Nach dieser Vereinigung bezeichnete der Name Abchasien ganz Westgeorgien und als Abchasen wurden manchmal alle Einwohner des Königreiches Egrissi-Abchasien, darunter ethnische Georgier, bezeichnet. Lewan löste sich von der byzantinischen Vorherrschaft, erklärte sich zum unabhängigen König und zog in die neue Hauptstadt Kutaissi.
Im 9.–10. Jahrhundert spaltete sich die orthodoxe Eparchie des Königreiches Egrissi-Abchasien von der Kirche von Konstantinopel ab und schloss sich der Georgisch-Orthodoxen Apostelkirche an. Nach Meinung des Historikers Pawle Ingoroqwa war das Ziel dieser kirchlichen Reform die Verbreitung der georgischen Sprache und Schrifttums in Abchasien und eine Annäherung Egrissi-Abchasiens an die übrigen georgischen Staaten. Seit dieser Zeit war Georgisch die einzige kirchliche Sprache in Abchasien, auch die meistgeschriebene und eventuell auch meistverbreitete Alltagssprache in Abchasien.
Die ethnische Zugehörigkeit der Fürsten und Könige von Abchasien aus der Dynastie Antschabadse ist umstritten. Einige Forscher sehen sie als Abchasen, andere als Georgier. Da Abchasien früher byzantinischer Vasall war, nehmen einige auch eine griechische Abstammung an. Die Historikerin Mariam Lortkipanidse sieht diese Frage als unwichtig und hypothetisch an; ihrer Meinung nach sei Abchasien religiös, schriftsprachlich, kulturell und politisch ein georgischer Staat gewesen und somit auch dessen Könige nach diesen Maßstäben georgisch.
Einige Historiker nehmen an, dass kartwelischsprachige Georgier die Bevölkerungsmehrheit des Königreichs Abchasien bildeten, während die eigentlichen Abchasen nur eine Minderheit im nordwestlichen Teil des Staates bildeten. Abchasische Historiker gehen hier vor Gegenteil aus. Tatsächliche Volkszählungen oder Statistiken aus dieser Zeit liegen jedoch nicht vor. Daneben wird in einigen armenischen Quellen aus dem 10.–11. Jahrhundert das Königreich Abchasien und seine Bevölkerung mit dem Namen Egrissi und Egrissier erwähnt. Die eigentlichen Abchasen spielten also in der allmählichen Formierung des vereinigten Georgiens eine wichtige Rolle.
978 erhielt Bagrat III. Bagrationi (deutsch auch: Bagrat III. der Bagratide) aus der Dynastie der Georgischen Bagratiden den Thron Abchasiens, der Sohn Gurgens von Kartlien und der abchasischen Königstochter Guranducht. Damit wurde er als Bagrat III. der erste König des vereinigten Königreichs Georgien.

### 11. bis 14. Jahrhundert

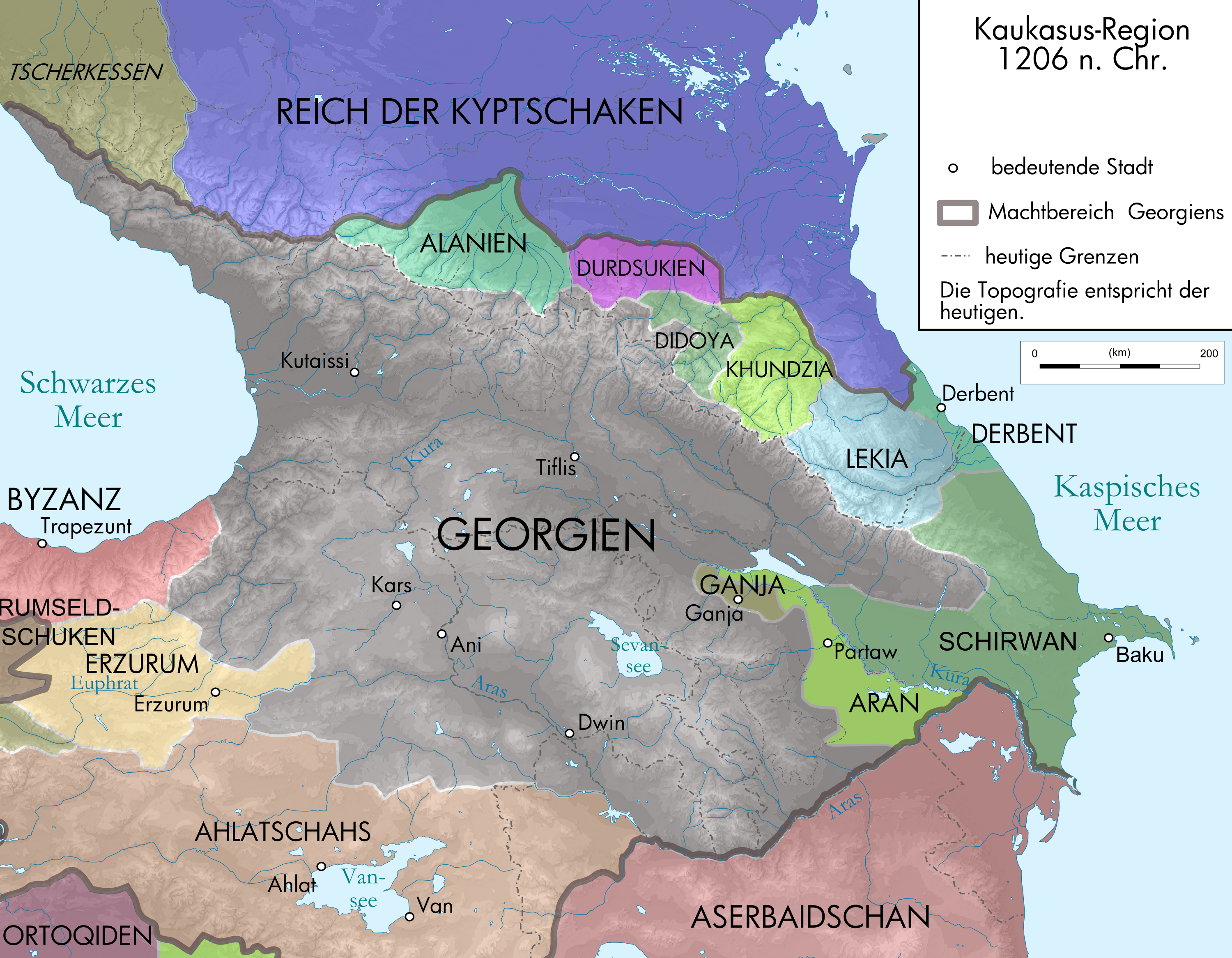
Georgien im 13. Jahrhundert; Abchasien gehörte zum Königreich Georgien als Verwaltungsregion (Saeristawo) Abchasien.

Seit der Vereinigung Georgiens Ende des 10. Jahrhunderts gehörte Abchasien zum Königreich Georgien als Verwaltungsregion (Saeristawo) Abchasien. Dessen Oberhäupter waren Eristawi aus der abchasischen Dynastie Scharwaschidse (abchasisch auch Tschatschba). Der ausführliche Titel der Könige des vereinten Georgiens begann mit dem Titel „König von Abchasien“, weil der erste König Bagrat III. zuerst den Thron von Abchasien und später das übrige Georgien erhielt. Diese Tatsache begünstigte zeitweilig eine noch größere Bedeutungserweiterung der Worte Apchasi, Abchas oder Abasg. Sie wurden in dieser Zeit oft mit der Bedeutung Georgier oder Einwohner Georgiens (auch Ostgeorgiens) verwendet. Georgier und Abchase (auch Georgien und Abchasien) wurden in Quellen dieser Zeit, besonders in griechischen, russischen, persischen und arabischen; oft als Synonyme genutzt. So bezeichnete Georgios Kedrenos im 11. Jahrhundert den georgischen König Giorgi I. als „Archon von Abchasien“, seinen Sohn Bagrat IV. aber als „Archon von Iberien“, eine zu dieser Zeit gebräuchliche Bezeichnung für Georgien. Johannes Skylitzes nennt auch König Bagrat IV. „Archon von Abasgien“, als er über den Feldzug von Basileios II. gegen Georgien schreibt.
Arabische und persische Autoren setzten auch Abchasien und Georgien gleich. Der arabische Historiker Yāqūt al-Ḥamawī aus dem 13. Jahrhundert schreibt, dass in Abchasien das christliche Volk der Kurdschi (= Georgier) wohnt. Bei Ibn Bībī wird Königin Tamar als „Gurdsch“ (=Georgier) bezeichnet, ihr Staat aber als Abchasien mit der Hauptstadt Tiflis. Georgier und Abchase sind auch bei Nezāmi, Chaqani und anderen Synonyme. Auch die russische Nestorchronik aus dem Mittelalter gibt an, dass „Iveria“ und „Abchasia“ zwei Namen desselben Staates sind.
Im mittelalterlichen Georgien existierte die Vorstellung der gleichen Herkunft der Georgier und Abchasen; tatsächlich wurden die Abchasen von den Georgiern trotz sprachlicher Unterschiede nicht als anderes Volk wahrgenommen. So schreibt der georgische Chronist Leonti Mroweli aus dem 11. Jahrhundert, dass die Völker im westlichen Georgien, darunter in Abchasien, einen gemeinsamen Vorfahren Egros hätten. Der Historiker Nikolos Berdsenischwili hält fest, dass diese Vorstellung schon aus dem 7. bis 8. Jahrhundert stamme. Zu beachten ist, dass die georgischen Könige ihren Titel, der mit „König von Abchasien“ begann, nie geändert haben. Diese Tatsache bezeugt nach Lortkipanidses Meinung, dass die Abchasen von den Georgiern in der Zeit des vereinigten Königreiches Georgien nicht als andere Nation angesehen wurden.

### 15. bis 18. Jahrhundert

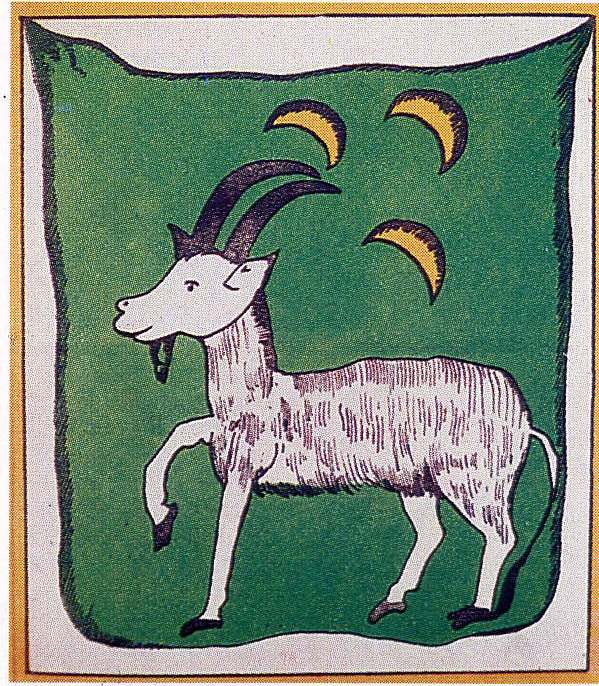
Das Wappen des Fürstentums Abchasien nach dem georgischen Historiker Wachuschti Batonischwili (Bagrationi)

#### Zerfall des Königreiches Georgien und Fürstentum Abchasien
Ende des 15. Jahrhunderts zerfiel das vereinigte Königreich Georgien und vier neue Einzelstaaten entstanden: die Königreiche Kartlien, Kachetien, Imeretien und das Fürstentum Samzche. Das historische Gebiet Abchasiens war zunächst noch ein Bestandteil Imeretiens, das jedoch bald darauf ebenfalls zerfiel. Das neu entstandene Fürstentum Abchasien mit den Fürsten aus der Dynastie Scharwaschidse (Tschatschba) war ab 1462 faktisch unabhängig, auch wenn man formal noch Vasall Imeretiens war. Die endgültige Unabhängigkeit erreichte das Fürstentum Abchasien im Jahr 1492. Die Grenze zwischen Abchasien und Odischi (Mingrelien) war der Fluss Kodori. Seit dieser Zeit wurde der Begriff „Abchase“ nicht mehr mit der breiten Bedeutung verwendet, sondern bezeichnete nur noch Bewohner des Fürstentums Abchasien oder Personen abchasischer ethnischer Abstammung. Im 16. Jahrhundert kam Abchasien unter den Einfluss des osmanischen Reichs.
Nach Ansicht georgischer Historiker siedelten im 15. bis 17. Jahrhundert Angehörige nordkaukasischer Völker zahlreich in den Südkaukasus um. Während dieser Zeit gab es im heutigen Georgien eine schwierige soziale und politische Situation, das im Krieg mit den persischen Safawiden und dem Osmanischen Reich stand. Teile der Bevölkerung des gebirgigen Nord-Georgiens sollen ins Flachland gezogen sein, während einige Bergregionen nach und nach verlassen und von nordkaukasischen Völkern neu besiedelt wurden. Nach Meinung einiger Autoren wurde damals auch das abchasische Gebirge von adyge-abchasischen Stämmen besiedelt. Der ursprüngliche Name dieser Stämme sei nicht klar; da sie aber in Abchasien wohnten, nannten Georgier sie auch Abchasen.
Die Ansicht, das abchasische Stämme erst ab dem 15. Jahrhundert oder später in größeren Zahlen in Abchasien siedelten, werden von den meisten Ethnologen außerhalb Georgiens abgelehnt und dem georgischen Ethnozentrismus zugerechnet. Diese Thesen spielen trotz geringer historischer Glaubwürdigkeit im georgischen Nationalismus aber eine wichtige Rolle und werden zur Untermauerung von georgischen Besitzansprüchen noch immer verwendet. Abchasische Stämme hätten bereits lange zuvor die Mehrheit der Bevölkerung in Abchasien gebildet.
Nach vielen anderen Autoren siedelte zu dieser Zeit im Gegenteil ein Teil der ursprünglichen Bevölkerung Abchasiens, sprachliche Abchasen, aus Abchasien in den Nordkaukasus um. Dieser Prozess begann schon im 14. Jahrhundert und habe sich nach dem Zerfall Georgiens verstärkt. Demzufolge zogen Abchasen ins Kuban-Gebiet und bildeten die neue ethnische Gruppe der Abasinen. Einige ältere europäische Autoren bezeichnen manchmal Abchasien als „Alt-“ oder „Großabchasien“ und das Gebiet der Abasinen als „Kleinabchasien“.

#### Verbreitung des Islams
Die Abchasen nach dem Mittelalter, die eindeutig das heutige Abchasisch sprachen, hatten auch pagane Bräuche. Gleichzeitig versuchten die Osmanen in dieser Region den Islam zu verbreiten. Das schwächte das Christentum unter den Abchasen. Der Prozess wird in den georgischen Schriftquellen beschrieben, ein religiöses Dokument aus dem 15. Jahrhundert „Mzneba Sasdschulo“ (georgisch მცნება სასჯულო) erklärt z. B., dass die Abchasen schon „weit von Geboten Christi'“ entfernt sind. Ein anderes Dokument des 17. Jahrhunderts erzählt, dass die Abchasen „ohne wahren Gott und Glauben leben“.
Ausländischen Quellen dieser Zeit sahen Sochumi manchmal nicht als abchasische Stadt. Nach Archangelo Lamberti waren die Siedlungen Ilori, Mokwi, Dranda und Bedia von Mingreliern bewohnt. Nach dem italienischen Missionar Zampi war auch Bitschwinta keine abchasische Stadt. Er schrieb, dass der metropolische Sitz des westgeorgischen Katholikos sich in Bitschwinta, in der Nähe der Abchasen befand. Einige Wissenschaftler meinen, dass mittelalterliche europäische Autoren mit dem Begriff „Abchasen“ nur den islamischen Teil der Bevölkerung Abchasiens meinten, die christlichen Abchasen wurden dagegen wegen ihrer gleichen Religion zu den Georgiern gezählt.

#### „Abchasierung“
Seit dem 15. Jahrhundert begann Abchasien mit Angriffen gegen andere georgische Regionen, hauptsächlich Mingrelien. Alle Angriffe des 17. bis 18. Jahrhunderts wurden vom georgischen Historiker Wachuschti Batonischwili (Bagrationi) beschrieben. Es gibt auch ausländische Quellen, wie Jean Chardins und Archangelo Lambertis Werke. Ende des 17. Jahrhunderts eroberten islamisierte Abchasen den nordwestlichen Teil Mingreliens, die Region Samursaqano, heute Bezirk Gali. Seit dieser Zeit begann der Prozess der „Abchasierung“ dieser Region. Es gibt verschiedene historische Dokumente über die abchasische Einwanderung nach Mingrelien. Laut georgischen Quellen folgte auf Angriffe der Abchasen auf georgische Dörfer Mingreliens die Vertreibung der Georgier. Angaben über die Einwanderungen von Abchasen sind auch in russischen Quellen vorhanden; russische Forscher aus 19. Jahrhundert schrieben:

«Афхазцы не всегда обитали там, где теперь живут; а предания их многие исторические данные и обычан их указывают, что они пришли с севера и потеснили картвельские племена, пака не остановились у Ингури.»

„Die Abchasen wohnten nicht immer dort, wo sie jetzt wohnen; ihre vielen historischen Angaben und Bräuche zeigen, dass sie aus dem Norden kamen und kartwelische Stämme verbannten, bis sie am Enguri hielten.“

Um sich vor den Angriffen Abchasiens zu schützen, errichtete der Fürst Mingreliens Lewan II. Dadiani die Kelassurier Mauer. Nach Nikolos Berdsenischwili wäre die Änderung der Lebensweise und Religion mit der teilweisen ethnischen Änderung der Abchasen verbunden; Pawle Ingoroqwa meint, dass die „alten Abchasen“ im 16.–18. Jahrhundert völlig durch die „neuen adygischen Abchasen“, die „Apsua“ ersetzt wurden. Es gibt auch eine abchasische Sage über Einwanderungen.

### 19. bis 20. Jahrhundert

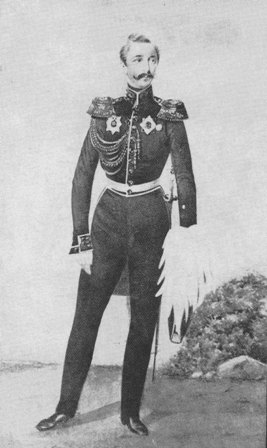
Micheil Scharwaschidse (abchasisch: „Tschatschba“), letzter Fürst von Abchasien

Zu Beginn des 19. Jahrhunderts begann das Russische Kaiserreich Georgien zu annektieren. Neun Jahre nach der Annexion des Königreichs Kartli-Kachetien 1801 drangen russische Truppen in Abchasien ein und eroberten 1810 Sochumi. Andere Regionen Abchasiens, die Siedlungsgebiete der sadsischen Stammesgruppen, blieben lange außerhalb russischer Kontrolle. Auch die Dynastie Scharwaschidse blieb eingeschränkt autonom. Ihr Fürstentum Abchasien wurde erst nach dem jahrzehntelangen Kaukasuskrieg 1864 aufgelöst, der letzte Fürst Micheil Scharwaschidse verhaftet und nach Russland ins Exil geschickt.
Im 19. Jahrhundert fanden in ganz Georgien Volkszählungen nach Familien statt. 1800 wohnten in Georgien ca. 52.000, 1832 56.600 und 1865 60.000 Abchasen. 1886 ermittelte die Volkszählung im Bezirk Sochumi, der dem historischen Abchasien entsprach, 68.773 Menschen, darunter 34.806 Georgier (meist Mingrelier) und 28.320 Abchasen.

#### Flüchtlinge

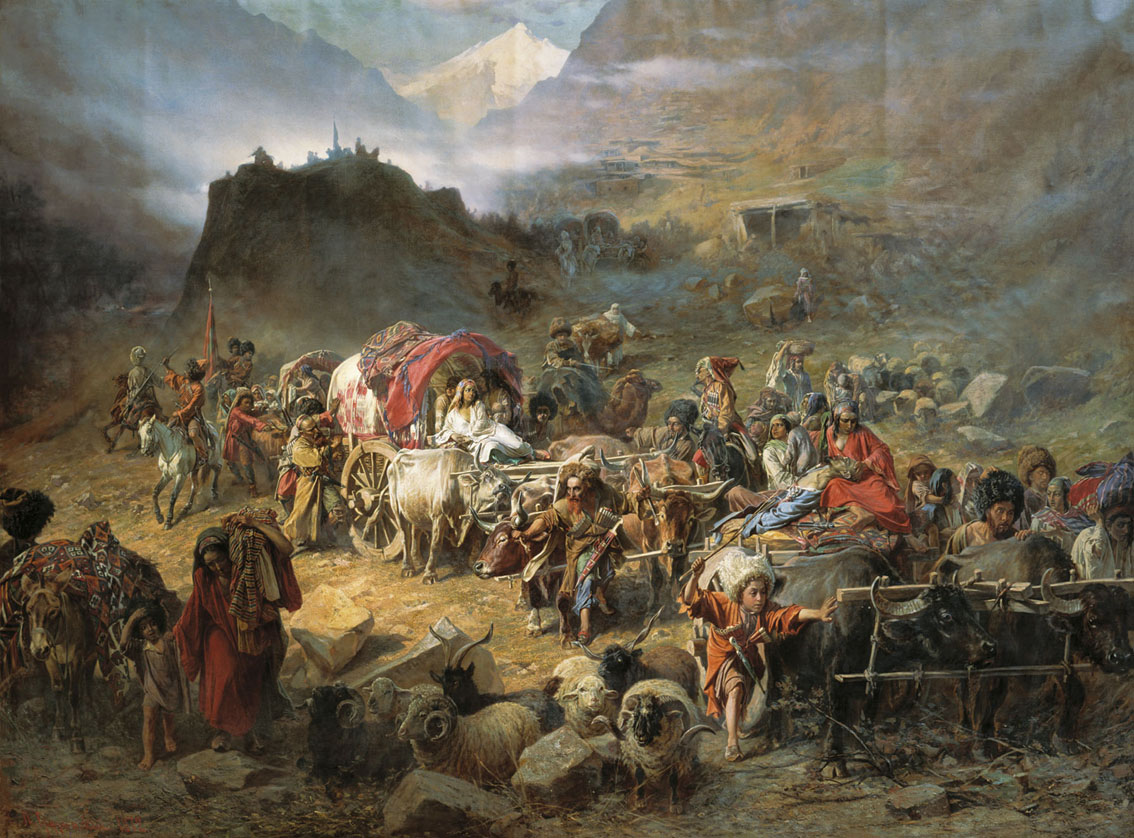
Pjotr Gruzinsky, „Bergbewohner verlassen den Aul“.

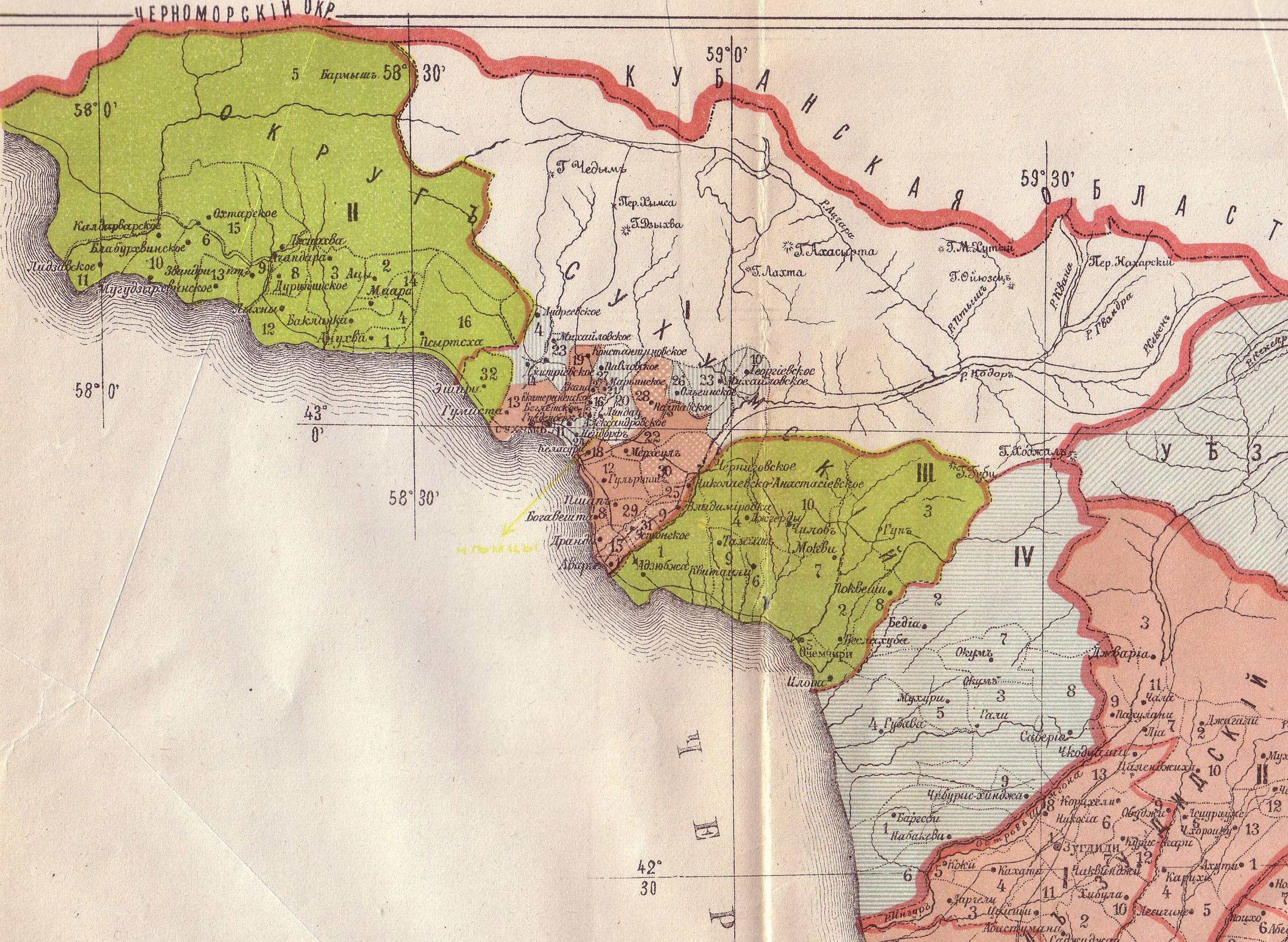
Mehrheitsverteilung der Sprachen und Ethnien im Bezirk Sochumi 1886, der etwa dem heutigen Abchasien entspricht. Grün: Abchasen; in der Umgebung von Sochumi-rot: Mingrelier (auch östlich), rot punktiert: Russen, blau senkrecht gestreift: Griechen; im Osten-blau waagerecht gestreift: Bewohner der Region Samursaqano Östlich außerhalb blau diagonal gestreift: Swanen. Hell: Schwarzes Meer, kaum besiedelte Gebirgsgebiete und nördliche Nachbarregionen.

Der Annexion folgten Widerstände der Abchasen gegen die russische Regierung. Große bewaffnete Aufstände gab es in den Jahren 1821–1827, 1840–1842, 1866/67 und 1877/78. Alle diese Aufstände wurden von der russischen Regierung unterdrückt. Darauf folgten erzwungene Umsiedlungen einiger Abchasen in das Osmanische Reich. Nach der Eroberung des gesamten Kaukasus 1864 verbannte Russland einen Teil der kaukasischen Bergbewohner. In dieser Zeit verließen rund 700.000 Tscherkessen, Ubychen, Abchasen, Tschetschenen und Dagestaner ihre Heimat. Diese kaukasische Auswanderer werden als „Muhadschir“ bezeichnet, was Arabisch „Flüchtling“ bedeutet. Die Anzahl der im Jahre 1864 ausgewanderten Abchasen liegt bei mehr als 20.000 Menschen; etwa ebenso viele Abchasen wanderten auch 1866 nach der Unterdrückung des Aufstands in die Türkei aus. Nach dem letzten misslungenen Aufstands im Jahre 1877 verließen 30–40.000 Flüchtlinge den Kaukasus. Insgesamt beträgt die gemeinsame Anzahl der abchasischen und abasinischen Muhadschirun (Flüchtlinge) 135.000 Menschen.
Nach Unterdrückung des Aufstands 1877 bestrafte die russische Regierung die Abchasen, die offiziell als „schuldige Bevölkerung“ eingeordnet wurden, was ihre Rechte einschränkte. In einigen Regionen Abchasiens wurde ihre Ansiedelung verboten – an der Küste und im Umkreis von 25 Kilometern um Sochumi. Der Status der „schuldigen Bevölkerung“ wurde für die Abchasen erst 1907 aufgehoben. Die russische Regierung verhinderte später die Rückkehr einiger Flüchtlinge, die sich in Abchasien wieder ansiedeln wollten. Russland förderte auf den durch diese Fluchtwellen verlassenen Gebieten die Ansiedlung von Griechen, Armeniern, Russen und anderen Nationen. Auf diesen Gebieten war die Ansiedlung auch für Georgier (außer Mingrelier) verboten. Nach Angaben der georgischen Presse dieser Zeit wollte die georgische Intelligenz den Prozess der abchasischen Auswanderung stoppen. Über die abchasische Flüchtlinge schrieb der abchasische Historiker Giorgi Dsidsaria ein Werk. 1920 legte die Regierung der Demokratischen Republik Georgien das Problem der abchasischen Flüchtlinge der Triple Entente vor.

#### Ende des 19. Jahrhunderts bis 1917
Eine russische Volkszählung aus dem Jahr 1886 nach den ersten abchasischen Emigrationswellen ergab für Abchasien einen Bevölkerungsanteil der Abchasen von über 41,2 %, der Mingrelier von 5,2 % und der übrigen Georgier von 0,9 %, 44,6 % waren die in dieser Volkszählung gesondert gezählten Bewohner der östlichen Region Samurzaqano, die teilweise abchasisch, teilweise mingrelisch sprachen.
Nach Giorgi Antschabadse siedelten sich im 19. Jahrhundert zahlreiche Georgier in Abchasien an, trotz russischen Widerstands. Dieser Prozess verstärkte sich besonders am Ende des 19. Jahrhunderts, als angrenzende Mingrelier nach Nordosten wanderten und muslimische Abchasen noch immer zu Tausenden ihre Heimat verließen. Antschabadse meint, dass in Abchasien die georgische Bevölkerung in der Minderheit war und durch diesen Prozess allmählich zur Mehrheit wurde. Dagegen meint Lortkipanidse, dass die Georgier in Abchasien schon in früheren Zeiten die Mehrheit bildeten, weil Abchasien lange Teil des georgischen Staats oder selbst ein georgisch geprägter Staat war. Diese Annahme steht jedoch im Widerspruch zu Russischen Volkszählungen aus dieser Zeit, die 1886 den Anteil der Georgier klar als Minderheit bezifferten.
Von 1864 bis 1883 wurde das abchasische Gebiet als „Militärdepartement Sochumi“ bezeichnet. Seit 1883 gehörte das historische Abchasien zum Gouvernement Kutaissi unter dem Namen „Suchumski Okrug“. Einige georgische Forscher meinen, dass die russische Verwaltung durch diesen Namen versuchte, die Begriffe „Abchase“ und „Abchasien“ auszumerzen. In dieser Zeit formierte sich die abchasische Intelligenz, worauf die russische und die georgische Gesellschaft wichtigen Einfluss hatten. Für die abchasische Sprache wurde ein abchasisches Alphabet geschaffen, das 1862 von Baron Peter von Uslar entwickelt wurde und aus 37 kyrillischen Buchstaben bestand. Es wurde in der Sowjetunion durch ein Lateinalphabet ersetzt, während der Zeit des Stalinismus kam das georgische Alphabet zum Einsatz. 1954 wurde schließlich das bis heute verwendete Alphabet eingeführt. Einige theologische und religiöse Werke wurden ins Abchasische übersetzt, darunter das Evangelium, und erste abchasische literarische Werke entstanden.

### 20. bis 21. Jahrhundert

#### 1917 bis 1921

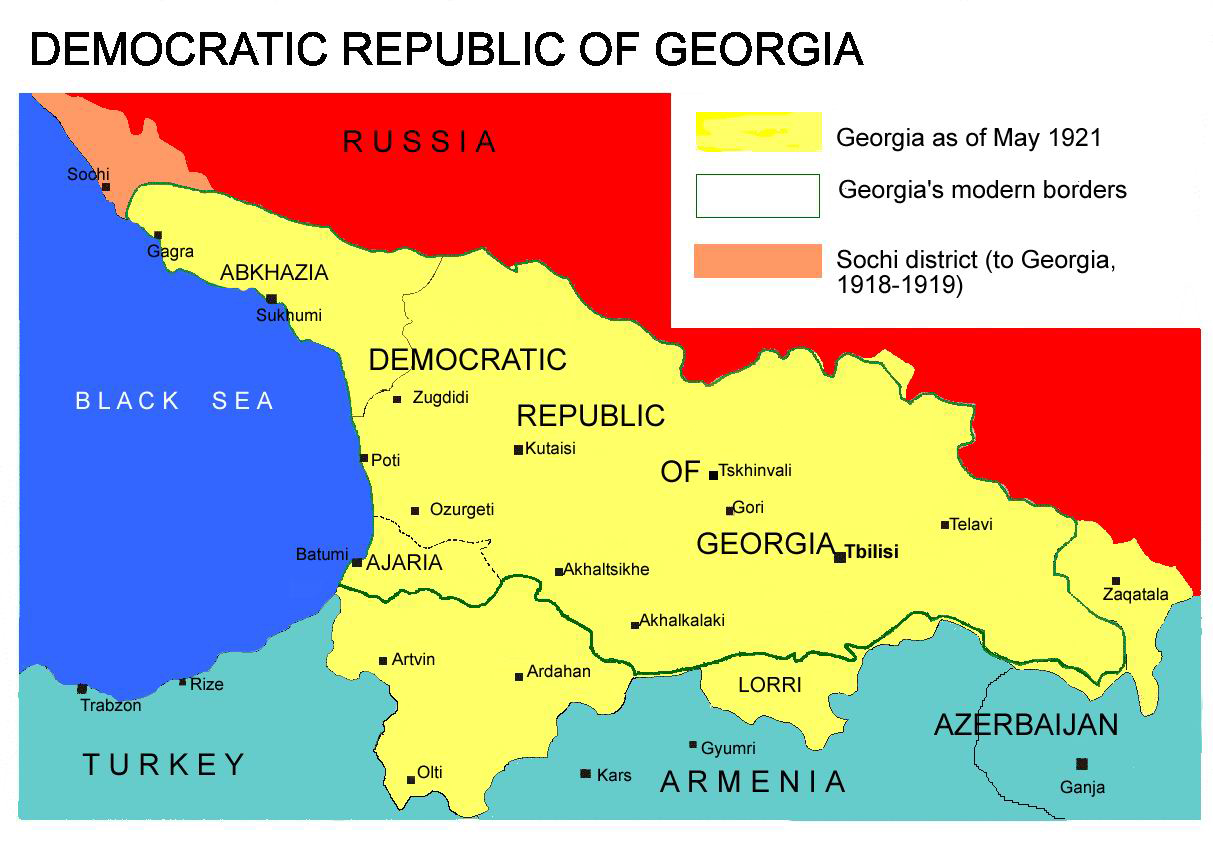
Die Demokratische Republik Georgien mit dem autonomen Abchasien

1917 löste sich das Russische Kaiserreich infolge der Februarrevolution und der Oktoberrevolution auf. Im Kaukasus entstanden einige unabhängige Staaten, darunter 1918 die Demokratische Republik Georgien. In Abchasien entstanden einige politische Einrichtungen, darunter ein gewählter Abchasischer Nationalrat aus angesehenen Abchasen, meistens Adeligen. Ein Teil des abchasischen Volkes befürwortete, dass Abchasien ein Bestandteil des georgischen Staates werde, manchmal wurde das als „mit Georgien vereinigen“ bezeichnet; ein zweiter Teil wollte aber mit der nordkaukasischen Autonomen Union der Bergvölker zusammengehen, eine Union der Nationalräte der Völker Nordkaukasiens. Im Mai 1917 verkündete die sozialdemokratische Regierung für Transkaukasien OSAKOM eine Bodenreform zugunsten kleiner Bauern. Daraufhin erklärte der Abchasische Nationalrat, in dem viele landbesitzenden Fürsten saßen, den Beitritt zur Autonomen Union der Bergvölker. Nach der Machtübernahme der kommunistischen Bolschewiki in Russland wurde die Autonome Union der Bergvölker schon im Januar 1918 von der Roten Armee erobert. Eine Minderheit der nordkaukasischen und abchasischen Nationalbewegung verbündete sich mit den Bolschewiki, die im Gegensatz zur Weißen Armee den Minderheiten weitgehende Versprechungen auf innere Selbstbestimmung machten. Der Abchasische Nationalrat nahm dagegen Verhandlungen mit Georgien auf. Schließlich wurde am 9. Februar 1918 die Idee des vereinigten Staates von Georgien realisiert und Abchasien bekam einen autonomen Status in der Demokratischen Republik Georgien.

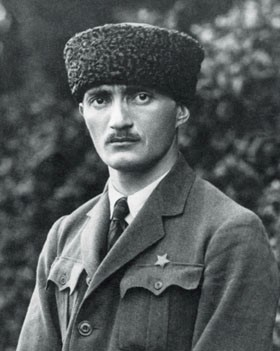
Nestor Lakoba

1918 bis 1921 waren Demonstrationen der Abchasen gegen die georgische Regierung häufig. Grund dafür waren Aktivitäten der Kommunistischen Partei Georgiens, die besonders wirksam in den Außengebieten Georgiens war, bei den Abchasen vor allem unter Nestor Lakoba. In der DR Georgien hatte die Sozialdemokratische Partei, die sich aus der demokratisch orientierten gemäßigten Fraktion der SDAPR, also aus den Menschewiki bildete, eine starke Stellung. Die revolutionär orientierten Bolschewiki der Kommunistischen Partei waren mit ihnen ideologisch verfeindet. Da sie ihre Unterstützer aber oft unter Abchasen und Osseten fanden, die die Zugehörigkeit zu Georgien ablehnten, bekam der Konflikt auch eine nationale Dimension. Am 28. Februar 1918 begannen die abchasischen Bolschewiki und Verbündete einen Aufstand gegen Georgien und es kam zu Kämpfen zwischen Georgiern und den Abchasen des Nationalrates auf der einen Seite und den Abchasen unter Nestor Lakoba auf der anderen. Im Mai 1918 marschierte die georgische Armee unter den Generälen Dschugeli und Masnijew in Abchasien ein. Erst im April 1919 konnten die Wahlen zum autonomen Parlament Abchasiens stattfinden. Die Bolschewiki unter Lakoba führten bis 1921 aus den Bergen einen Guerillakampf gegen Georgien. In diesem Jahr wurde ganz Georgien von der Roten Armee erobert.

#### Sowjetische Zeit
Die Entwicklungen in Abchasien nach der sowjetischen Annexion Georgiens am 25. Februar 1921 wurden von Nestor Lakoba in seinen Reden und Briefen gut beschrieben. Am 29. März 1921 wurde beschlossen, die Abchasische Sozialistische Sowjetrepublik (unabhängig von Georgien) zu gründen. Lakoba und W. Eschba forderten die Unabhängigkeit im Namen des Abchasischen Volkes, vernachlässigten aber die Interessen von Georgiern und anderen Völkern, die die Mehrheit der Bevölkerung in Abchasien bildeten. Die georgischen Bolschewiki stimmten der Abtrennung Abchasiens von Georgien zu. Die Abchasische SSR wurde 1931 nach Forderung dergleichen abchasischen Führer wieder aufgelöst und bildete danach die Abchasische Autonome Sozialistische Sowjetrepublik innerhalb der Georgischen Sozialistischen Sowjetrepublik.
Bedeutende Auseinandersetzungen zwischen Abchasen und Georgiern begannen schon in der sowjetischen Zeit. Die Situation verschlechterte sich besonders nach den 1940er Jahren. Abchasische Demonstrationen häuften sich besonders in Jahren 1956, 1967 und 1978. Die Demonstranten hatten verschiedene Forderungen, darunter die Abtrennung von Georgien, was als Reaktion georgische Gegendemonstrationen in Abchasien verursachte. Manche Forscher meinen, dass die Kommunistische Partei den Konflikt zwischen Abchasen und Georgiern verstärkte, um die Region besser kontrollieren zu können. Trotzdem ist zu beachten, dass in der sowjetischen Zeit diese Auseinandersetzung nie ein gesamtgesellschaftlicher ethnischer Antagonismus wurde; davon zeugen die zahlreichen gemischten abchasisch-georgischen Familien und Ehen.
Im sowjetischen Abchasien fanden vier Volkszählungen statt:
- 1926 wohnten in Abchasien 201.016 Menschen, davon 67.494 Georgier (hauptsächlich Mingrelier und Swanen), 55.918 Abchasen, 25.677 Armenier, 12.553 Russen, 14.045 Griechen und andere Völker;
- 1939 hatte Abchasien 311.900 Einwohner, 91.900 Georgier, 56.200 Abchasen, 60.200 Russen, 49.700 Armenier;
- 1959 – 404.700 Einwohner, davon 158.200 Georgier, 61.200 Abchasen, 86.700 Russen, 64.400 Armenier;
- 1970 erhöhte sich die Bevölkerung Abchasiens auf 487.040 Menschen, 199.600 Georgier, 77.300 Abchasen, 92.900 Russen, 74.900 Armenier;
- Die letzte Volkszählung fand 1989 statt; in Abchasien wohnten damals 239.900 Georgier, 93.300 Abchasen, 74.900 Russen und 76.500 Armenier.[59][69]

#### Nach 1990

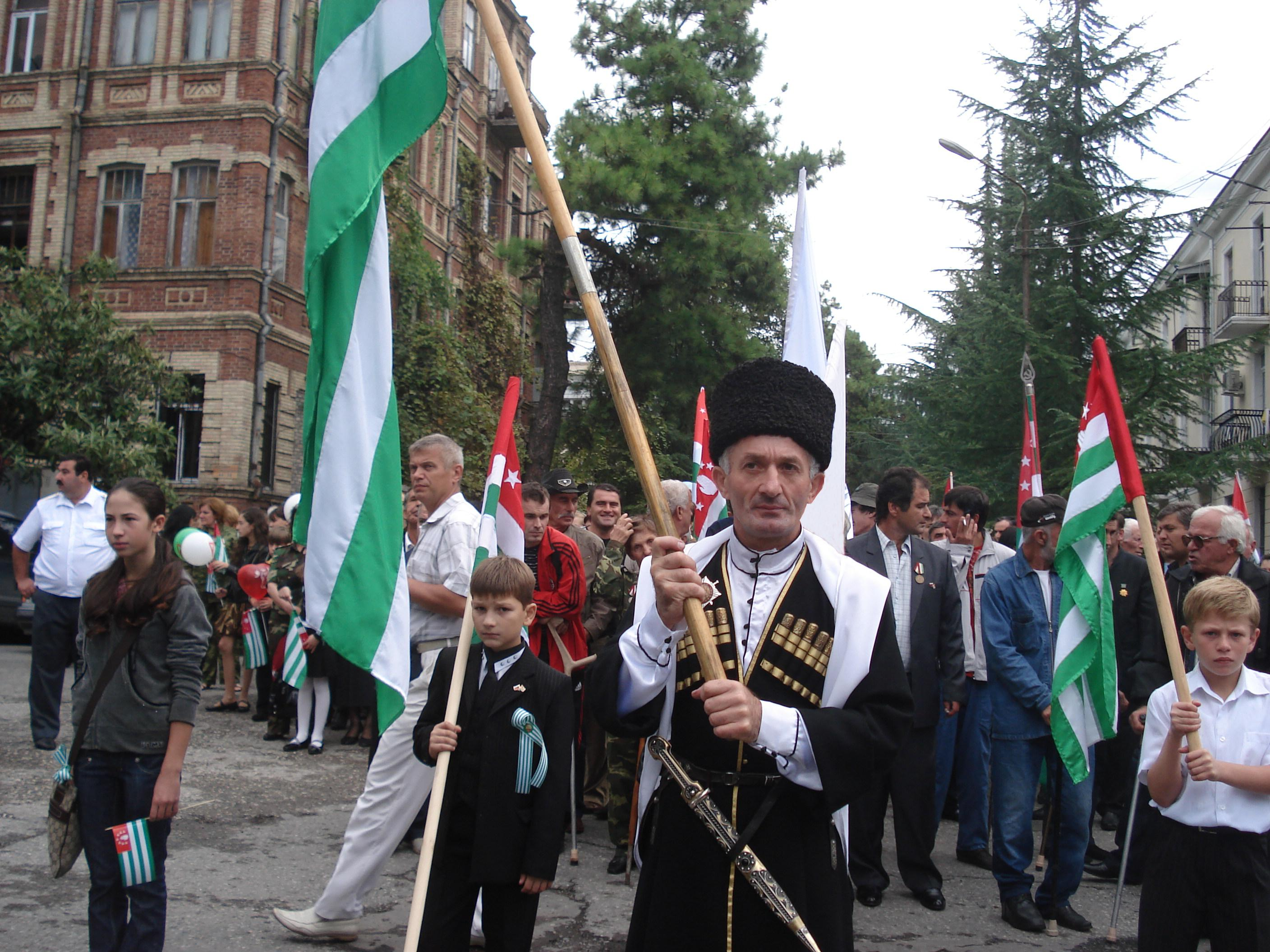
Abchasen mit der Flagge des abgespaltenen Abchasiens

Die georgisch-abchasische politische Auseinandersetzung erreichte ihren Höhepunkt schon in den 1980er Jahren. Seit der Schwächung der sowjetischen Regierung begannen Abchasen, nationale politische Bewegungen zu bilden, und forderten wieder die Unabhängigkeit Abchasiens im Namen des abchasischen Volkes. Nach ersten Kämpfen im Juli 1989 rief die Sowjetunion den Ausnahmezustand für Abchasien aus. Die politischen Auseinandersetzungen wurden zu einem ethnischen Konflikt, dem vom Februar 1992 bis zum Oktober 1993 der Krieg in Abchasien folgte. Im Krieg wurden 4.040 Abchasen (davon 1.820 Zivilisten) und 9.000 Georgier getötet. Am Ende hatten separatistische abchasische paramilitärische Einheiten fast ganz Abchasien erobert. Dem Krieg folgten ethnische Säuberungen und Vertreibungen von Georgiern aus Abchasien. Ein Teil der Flüchtlinge waren auch Abchasen. Das verursachte einen Rückgang der Bevölkerung Abchasiens und eine Änderung der ethnischen Verteilung. Am 1. Januar 1992 wohnten in Abchasien 535.061 Menschen, 1997 nur noch 145.586. Bis zum Krieg war der Anteil der Georgier 45,76 % (244,872 Menschen), der Abchasen 17,73 % (94.767 Menschen). Durch die ethnische Säuberung wurde der Anteil an Abchasen auf 36,98 % erhöht, die Anzahl sank aber zeitweilig auf 53.993 Menschen. In Abchasien regiert bis heute eine Regierung, die sich selbst als unabhängig proklamierte, aber nur von sehr wenigen Staaten anerkannt wird und daher als international nicht anerkannt gilt.
Die Exilregierung der international anerkannten Autonomen Republik Abchasien meint, dass die Abchasen, die während des Krieges aus Abchasien nach Georgien flüchteten, wie andere Flüchtlinge keine Möglichkeit hätten, in die Heimat zurückzukehren, weil sie den Separatisten als nationale Verräter gelten. Als Ursache der Verminderung der Abchasen in Abchasien wurde von der autonomen Regierung eine Abwanderung meist nach Russland genannt, die durch schwierige Wohnverhältnisse und Kriminalität im derzeitigen Abchasien verursacht sei.
Nach 2000 kehrten wenige Abchasen aus dem Ausland in die Heimat zurück, blieben aber meist nicht lange in Abchasien. Der Kaukasiologe Mamuka Areschidse schreibt, dass eine kleine Gruppe Abchasen aus der Türkei schon am abchasisch-georgischen Krieg teilnahm. Nach dem Krieg kehrten auch aus der Türkei und Syrien wenige Nachkommen von Muhadschiren nach Abchasien zurück, viele von ihnen verließen aber Abchasien bald wieder.
Nach der georgischen Volkszählung im Jahre 2002 wohnten in Georgien außerhalb Abchasiens (georgische Volkszählungen konnten in Abchasien nur im Kodori-Tal stattfinden) 3.527 Abchasen. Nach der Volkszählung der separatistischen Regierung wohnten 2003 in Abchasien 94.500 Abchasen. Nach einer weiteren Volkszählung 2011 sollen es 122.069 Abchasen (50,7 %) und 46.367 Georgier (19,2 %) sein.

## Wirtschaft

### Landwirtschaft
In der Landwirtschaft ist unter Abchasen besonders Tierhaltung und Feldwirtschaft entwickelt; daneben auch Imkerei und Jagd. Aus dem Getreide wird zuerst Mais, aber auch Gerste, Phaseolus-Bohnen und wenig Weizen angebaut. In der Landwirtschaft der Abchasen spielt auch die Weinherstellung eine wichtige Rolle. Die wichtigste Zone für den Weinbau in Abchasien ist die Umgebung des Flusses Bsipi, in der heutigen Munizipalität Gudauta (nach der De-facto-Gliederung der Rajon Gudauta). Allein in dieser Region waren am Anfang des 20. Jahrhunderts mehr als dreißig Rebsorten verbreitet (im ganzen Abchasien gibt es doppelt so viele). Seit Ende des 19. Jahrhunderts wurde in Abchasien die nordamerikanische Rebsorte Isabella angebaut, die große Ernten ergab und ein wichtiger Konkurrent für die lokalen Sorten wurde; viele von ihnen verschwanden nach und nach.
In den abchasischen Dörfern treiben die Bewohner auch den Gartenbau; hier wachsen Äpfel, Birnen, Pfirsiche, Aprikosen, Haselnüsse, Walnüsse, Feigen, Kirschen, Pflaumen und anderes Obst. Man baut auch Gemüse, darunter Kohl und Kartoffeln an, die in Abchasien im 19. Jahrhundert verbreitet wurden. Besonders verbreitet sind Baumwolle und Hanf, die fast jede Familie zieht. Seit dem 20. Jahrhundert begannen die Abchasen auch Tabak, Tee und Zitruspflanzen zu kultivieren.
In Abchasien sind Hausrinder, wie Kühe und Büffel und auch andere Hornträger, wie Hausziegen und Hausschafe weit verbreitet, daneben werden Pferde und Esel genutzt. Ein weiterer Bereich der Tierhaltung ist die Schweineproduktion, die aber seit der Verbreitung des Islams zurückging und in Abchasien heute nur noch in den Regionen, die von ethnischen Abchasen schwach oder nicht besiedelt sind, vorkommt. Hausrinder sind vom Ende des Frühlings bis zum Ende des Sommers auf den Bergweiden, die die Abchasen am Südhang, aber auch am Nordhang des westlichen Kaukasus nutzen. In anderen Jahreszeiten werden auch die Weiden am Strand und im Vorgebirge verwendet.
Im 19. Jahrhundert spielte in der Wirtschaft der Abchasen auch die Jagd auf Delfine eine Rolle, deren Fett dann griechische und türkische Kaufleute einkauften. Bei der Jagd benutzten die Abchasen Boote, die aus einem ganzen Holz geschnitzt waren. Die Delfinjagd der Abchasen in den 1830er Jahren beschrieb der russische Reisende F. Tornau.

### Handwerk
Bis zur Mitte des 19. Jahrhunderts war in Abchasien das Handwerk von der Landwirtschaft nicht völlig getrennt. Die Werkzeuge, Geschirre, Tuche, Kleidung und Burkas, Waffen und andere alltägliche Produkte wurden von Abchasen noch in den Familien selbst hergestellt. Relativ selten waren abchasische Handwerker, die für den Markt arbeiteten. Von diesen Handwerkern wurden z. B. für Abchasien und für die angrenzenden Regionen Georgiens und des Nordkaukasus Rüstungen, Schiffe und Goldschmiedearbeiten hergestellt. Berühmt waren in Abchasien hergestellte hochwertige Waffen, Schrotflinten, Schwerter und Dolche, die oft mit Gold oder Silber geschmückt waren. Bis zum Anfang des 19. Jahrhunderts wurde in Abchasien Schutzkleidung hergestellt. Der deutsche Orientalist Heinrich Julius von Klaproth, der 1807 bis 1809 nach Georgien reiste, schrieb, dass an der abchasischen Küste besonders hochwertige Kettenrüstung hergestellt wurden.
Eine lange Geschichte hat in Abchasien auch der Schiffbau. Die Etymologie einiger heutiger abchasischer Toponyme (z. B. „Lage der Schiffschnitzerei“, „Lage des Schiffbaus“ usw.) stehen im Zusammenhang mit dem Schiffbau. Der französische Reisende Jacques François Gamba, der in den 20er Jahren des 19. Jahrhunderts in den Kaukasus reiste, schrieb, dass in Abchasien die lokale Bevölkerung im Schiffbau viel versierter, als im Gegend von Chobi und Phasisi war. Abchasen bauten hauptsächlich kleine Ruder- und Segelschiffe mit flachem Boden für 80 bis 100 Menschen. Jedoch konnten abchasische Schiffbauer auch größere Schiffe bauen; nach einer Quelle schenkte Anfang des 19. Jahrhunderts der abchasische Fürst Keleschbeg Scharwaschidse dem osmanischen Sultan ein großes Schiff mit 60 Kanonen, das von Abchasen gebaut wurde. Seit der Herrschaft Russlands am Schwarzen Meer im zweiten Teil des 19. Jahrhunderts endete der abchasische Schiffbau.

## Gesellschaft

### Struktur

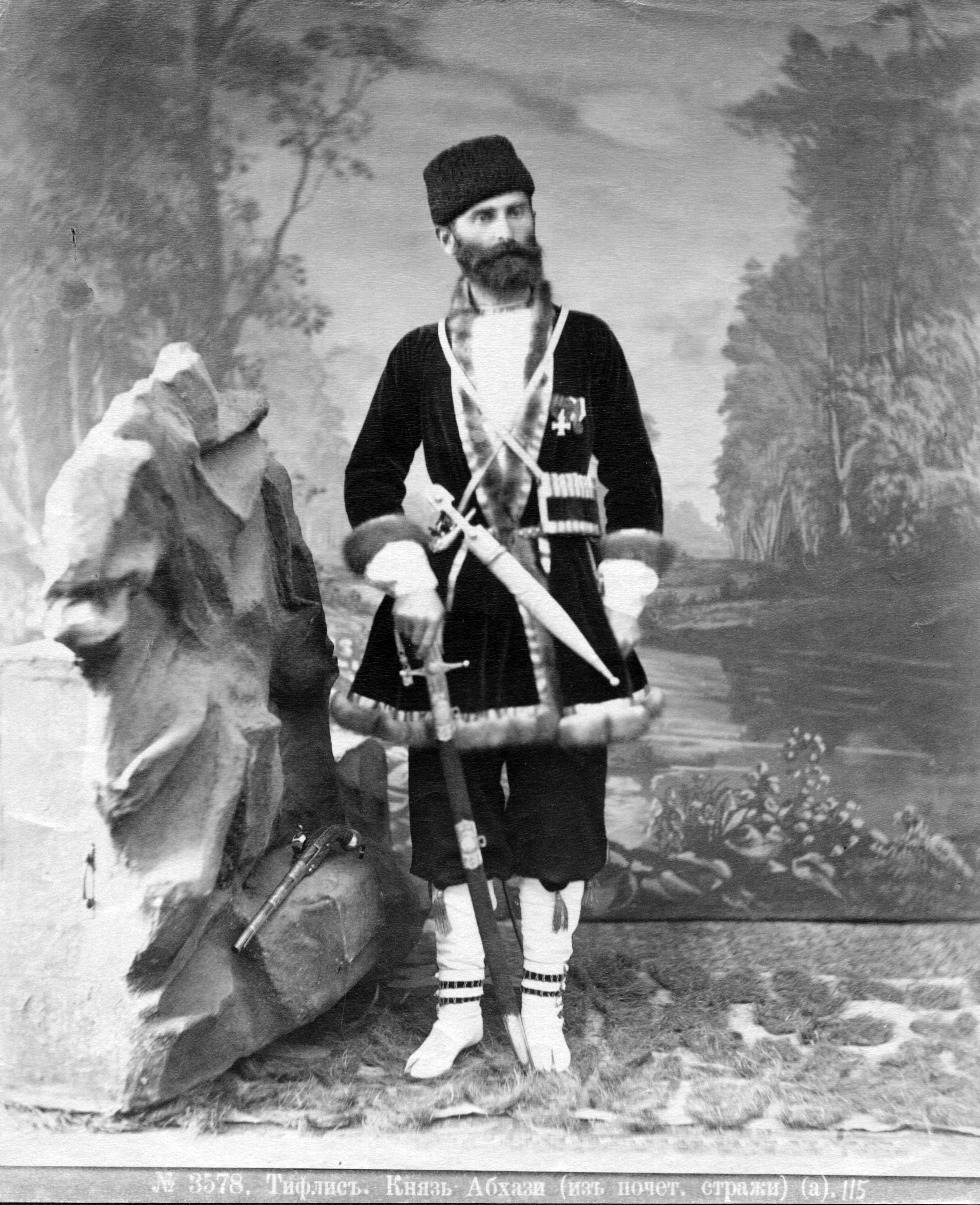
Ein abchasischer Tawadi, Foto von Dimitri Yermakov

Anfang des 19. Jahrhunderts befand sich die soziale und ökonomische Entwicklung der Abchasen auf der Stufe des Übergangs zwischen den patriarchal-feudalen Gesellschaften der westgeorgischen Tieflandregionen und der Gesellschaft des Nordwestkaukasus. Relativ besser entwickelt waren die feudalen Beziehungen im Küstenland Abchasiens. Auch im Bergland waren die Feudalherren die wichtigste soziale Schicht, aber dort waren die Reste der Tribal- und Gemeindeordnung besser als im Küstenland erhalten.
An der Spitze der abchasischen Feudalgesellschaft war der Fürst (abchasisch аҳ) aus der Familie Scharwaschidse, abchasisch auch Tschatschba genannt. Den Hochadel bildeten die „Tawadi“ (abchasisch аҭавад, aus georgischen თავადი), die niedere Ebene des Adels waren die „Asnauri“ (abchasisch аамсҭа, georgisch აზნაური), die hauptsächlich Vasallen von Fürsten, Prinzen und Tawadi waren.
Zwischen Feudalherren und Bauern stand noch eine gesellschaftliche Schicht, die Aschnaqma (vom georgischen schinaqma, შინაყმა). Sie bildeten hauptsächlich die Militärkräfte der Feudalherren, oder hatten wirtschaftliche oder administrative Funktionen bei den Feudalherren, weshalb sie manchmal mit mittelalterlichen Rittern oder Ministerialen verglichen werden.
Die nichtprivilegierte Gesellschaft teilte sich in folgende Gruppen:
1. Anchaiu – freie Bewohner der Gemeinde;
2. Amazurasgu – obere Ebene der abhängigen Bauern, die wenige Rechte und eigentümliche Privilegien noch erhalten hatten;
3. Achoiu – abhängige Bauern;
4. Achaschala – der Knecht in einer Familie.[3]

Die Anchaiu war die zahlreichste Schicht in der abchasischen nichtprivilegierten Gesellschaft. 1869 war die Anzahl der Anchaiu 47.000 Menschen, die gesamte Bevölkerung Abchasiens 65.000 Menschen. Obwohl sie rechtlich freie Bauern waren, mussten sie oft den Feudalherren Abgaben entrichten. Diese Exploitation wurde manchmal als Zeichen des freiwilligen Respekts oder des Geschenks verschleiert. 1807 wurde diese gesellschaftliche Hierarchie durch die russischen Reformen abgeschafft. Es bildete sich die Voraussetzung für die Bourgeoisie, das städtische Bürgertum, aber dieser Prozess verlief in Abchasien langsam und die Reste des Feudalismus blieben noch lange erhalten.

### Familie

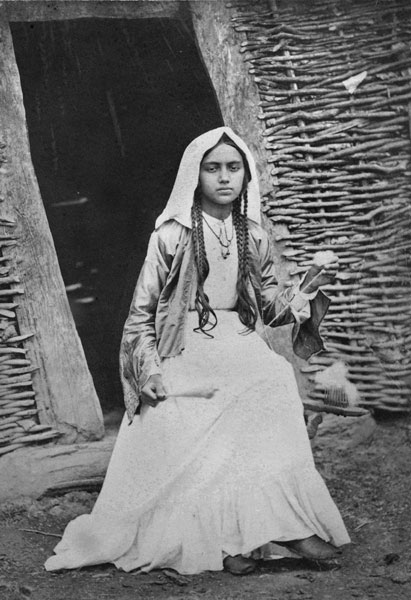
Ein abchasisches Mädchen, 1881. Im Hintergrund: ein geflochtenes Haus, das im 19. Jahrhundert für die nichtprivilegierte abchasische Schicht typisch war

Bis zum späten Mittelalter wohnten Abchasen in großen patriarchalen Familien. Ab dem 19. Jahrhundert wurden große Familien durch kleine monogame Familien ersetzt, die noch heute verbreitet sind. Noch heute sind auch tribal-patronyme Verwandtschaftsbeziehungen erhalten.
Die Ehebeziehungen unter Abchasen waren durch das Gewohnheitsrecht streng geregelt. Die Ehe war nicht nur innerhalb eines patronymen Stamms, sondern auch in zwei oder mehreren Stämmen gemeinsamen Ursprungs verboten. Dieses Verbot bezog sich auch auf die Stämme der Mutter und der Großmutter, jedoch wurden diese Regel oft aufgehoben. Das Eheverbot galt auch unter den durch Adoption verbundenen Familien. Der Brecher dieser Regeln wurde vom Stamm vertrieben.
Abchasische Familien waren patriarchal und der Mann hatte immer eine herrschende Stellung in der Familie. Es war das Recht und die Pflicht des Vaters der Familie, des Familienoberhaupts, die endgültige Entscheidung zu fällen. Bei der Teilung des Eigentums hatten der älteste und der jüngste Sohn einige Privilegien. Die Frauen, die dem Ehemann oder dem Vater willfährig waren, hatten in der Familie eine niedrigere Stellung und waren nicht mit den Männern gleichberechtigt. Sie hatten kein Recht auf das Erbe, doch waren sie vor unlauteren Handlungen des Manns durch das Adat gesichert. In solchen Fällen halfen den Frauen ihre Verwandten.
Obwohl Männer und Frauen in der Familie nicht gleichberechtigt waren, spielte die Frau in der abchasischen Gesellschaft eine wichtige Rolle und war geschätzt, besonders ältere Frauen. Anders als in anderen islamischen Gesellschaften deckten abchasische Frauen nie das Gesicht ab, nahmen an den Versammlungen des Dorfes teil, durften die Gäste unabhängig vom Mann einladen usw. Es war für einen Mann beschämend, in Anwesenheit der Frauen grobe Wörter zu benutzen. Für die Frauen galt auch nicht die Regel der Blutrache.

### Lebensraum
Die abchasischen Dörfer umfassten immer ein großes Gebiet, oft je zehn Quadratkilometer. Ein Dorf vereinte hauptsächlich einige Viertel. Für die abchasischen Dörfer sind solche weit auseinander stehenden Häuser noch heute typisch. Die Dörfer liegen nicht in einer unbewaldeten Lage, sondern hauptsächlich im Waldraum. Der Wald hatte früher für die Siedlungen eine verteidigende Funktion.
Ein altes abchasisches Haus ist ein rundes oder viereckiges aus Ruten geflochtenes Haus, das ein Strohdach und mit Lehm verputzte Wände hatte. In den viereckigen Häusern, die runde Dächer hatten, wohnten die vermögenderen Familien. Zu beachten ist, dass die vermögenden Familien im Hof zwei Wohnungen gebaut hatten: ein größeres Haus für die Gäste und ein kleineres für die eigene Familie. Dies betont die Tradition der Gastfreundschaft unter Abchasen. Oft wurde im Hof noch ein kleines Lehmhaus für die Jungvermählten gebaut. Außerdem stand oft im abchasischen Hof ein separates Küchenhaus, das einen Erdboden hatte und in dessen Zentrum das Feuer angezündet wurde. Die Familienmitglieder verbrachten die meiste Zeit in diesem Küchenhaus.
Der abchasische Hof war durch einen geflochtenen oder aus Holzscheiten gebauten Zaun, manchmal zudem auch durch einen Wasserkanal eingegrenzt. Neben den Wohn- und Küchenhäusern enthielt der Hof auch Landbaugebiet, kleine Weiden, Wald und einen familiären Friedhof. Diese Siedlungen haben viele Ähnlichkeiten mit den nordkaukasischen, tscherkessischen Siedlungen, der Einfluss der allgemeinen westgeorgischen Baukultur ist aber klar, was mit dem geographischen Siedlungsgebiet der Abchasen verbunden ist.
Von den bäuerlichen Lehmhäusern unterschieden sich die Häuser der Adligen sowohl in der Größe, wie auch im Baumaterial und der Planung. Die Wohnungen der starken Feudalherren waren Schlossgebäude. Sie waren hauptsächlich durch eine starke Kurtine mit Türmen, auch durch einen tiefen Schützengraben entlang der Kurtine gesichert.
Seit der Mitte des 19. Jahrhunderts begannen Abchasen so genannte Oda-Häuser zu bauen, die für Westgeorgien typisch waren. Am Anfang benutzten Abchasen diese Häuser für die Gäste. Im heutigen Abchasien sind schon aus Stein oder Ziegel gebaute zweistöckige Häuser mit mehreren Zimmern verbreitet.

### Lebensstil

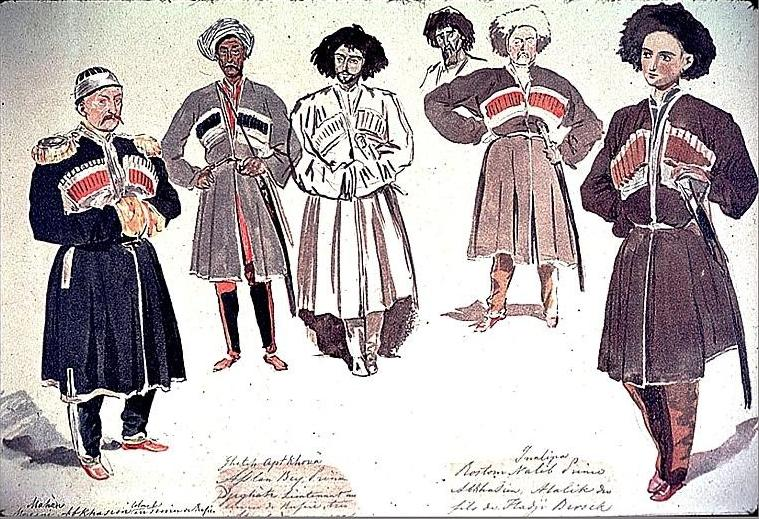
„Abchasen“, Bild von Grigori Gagarin

Informationen über den frühneuzeitlichen Lebensstil der Abchasen gibt der italienische Reisende Giovanni Giuliano da Luca, der Westgeorgien 1630 bereiste. Er schreibt, dass Abchasen an der Schwarzmeerküste zerstreut wohnen und den gleichen Lebensstil haben wie die Tscherkessen. Die Sprache der Abchasen ähnelt den Sprachen der Nachbarn; sie haben kein schriftliches Gesetz und keine Schrift. Die Religion ist das Christentum, doch die christlichen Traditionen werden nicht befolgt. Die Wälder sind für sie die Wohnung; wenn ein Platz gewählt wird, dann wird er nie wieder verlassen. Die Abchasen kleiden sich wie die Tscherkessen, schneiden aber die Haare anders. Im Wald haben sie kleine Herden und das wenige Material für die Kleidung; sie essen die Früchte des Waldes und trinken aus Honig hergestellten Wein. Hartweizen wird nicht angebaut und Salz nicht genutzt. Zu beachten ist, dass als Giovanni diese Nachrichten berichtet, er als Titel „Abbazza“ schreibt, im Text aber andere Begriffe – „Abcasa“ oder „Abaca“ – verwendet.
Nach Berichten Archangelo Lambertis, der im 17. Jahrhundert zwanzig Jahre in Abchasien lebte, wohnten Abchasen nicht in Städten; ein Stamm sammelte sich und lebte zusammen im Bergland. In Lambertis Berichten ist interessant, dass diese Stämme Fremde nicht belästigen, sondern sich nur gegenseitig angreifen. Lamberti berichtet auch, dass für dieses Volk der Handel unbekannt ist, sie haben weder Geld, noch Handelswaren. Dass Abchasen kein Geld benutzten, berichten auch Giovanni da Luca und der osmanische Historiker aus dem 17. Jahrhundert Evliya Çelebi. Später, in den 20er Jahren des 19. Jahrhunderts, schreibt auch der französische Reisende Jacques François Gamba, dass Abchasen keine Verwendung für Gold- und Silbermünzen haben; diese Münzen werden in Abchasien oft gefunden, aber die Abchasen schmelzen sie um.

## Religion
Das Christentum breitete sich unter den Abchasen bereits im 7. Jahrhundert unter dem Einfluss von Byzanz aus, wurde aber im 15. und 16. Jahrhundert durch die Religionspolitik des Osmanischen Reiches teilweise verdrängt; ein großer Teil der Abchasen trat in dieser Zeit zum sunnitischen Islam über. Seitdem bestehen sowohl eine große muslimische als auch eine große christliche Gemeinde. Bis heute ist aber auch der Einfluss der alten paganen Glaubensvorstellungen stark geblieben.

## Die Diaspora
Der russische Zar stellte den Abchasen ein kurzfristiges Ultimatum, ihre Heimat zu verlassen, sollten sie dies jedoch nicht vorhaben, so müssten sie damit einverstanden sein, nördlich des Kaukasus an einem vom Zaren bestimmten Ort neu angesiedelt zu werden. Des Weiteren wurde allen Abchasen die Ansiedelung in Küstennähe verboten, die enteigneten Häuser und Grundstücke in den besagten Gebieten wurden russischen Funktionären und russischen wie auch georgischen Siedlern übergeben, damit diese einen Anreiz hatten, nach Abchasien überzusiedeln.
Sehr bedeutend waren die Aufstände der abchasischen Bauern in den Jahren 1866 und 1877 gegen die soziale und koloniale Unterdrückung, nach deren Niederlage wieder die gewaltsame Massendeportation von Abchasen, Tscherkessen, Tschetschenen, Awaren, Osseten und anderen Völkern des Kaukasus in die Türkei und in die Staaten des Morgenlandes folgte. Dort sowie in Europa und USA gibt es heutzutage eine starke kaukasische Diaspora.

## Bibliographie
- Georgiĭ Aleksandrovich Amichba: Abxaziya v epoxu rannego srednevekovya. Sochumi 2003 (russisch).
- Georgiĭ Aleksandrovich Amichba: Abxaziya i abxazy srednevekovyx gruzinskix povestvovatelnyx istochnikov. Tiflis 1988 (russisch).
- S.A. Amichba: Apsua-abaza byzshakua rleksika. (Die Lexik der abchasisch-abasinischen Sprachen) Sochumi 1984 (russisch).
- Ch. G. Amichba: Die Sprache der westeuropäischen abchaso-abasinischen Diaspora. Sochumi 2003.
- Ch. G. Amichba: Deutsch-abchasisch-russischer Sprachführer. Moskau 1996.
- Ch. G. Amichba: The place of the Abkhazian language in the family of the Caucasian languages. Institut für Sprachwissenschaft, Moskau 1998.
- Vjačeslav A. Chirikba: Common West Caucasian. CNWS Publications, Leiden 1996.
- Vjačeslav A. Chirikba: A Dictionary of Common Abkhaz. Leiden 1996.
- Vjačeslav A. Chirikba: Abkhaz. In: Languages of the World/Materials 119. Lincom Europa, München 2003, ISBN 3-89586-136-7.
- Johann Anton Güldenstädt: Reisen durch Russland und im Kaukasischen Gebirge. St. Petersburg 1791.
- Adolf Dirr: Die Sprache der Ubychen. Sonderdruck aus Caucasica, fasc. 4 u. 5, Leipzig 1928.
- George B. Hewitt, Z.K. Khiba: Abkhaz. In: Lingua descriptive studies v.2. Amsterdam 1979 (englisch).
- George B. Hewitt (Hrsg.): The Abkhazians. A Handbook. London/New York 1999 (englisch).
- Sh.D. Inal-ipa: Abxazy (Istoriko-etnograficheskie ocherki). Sochumi 1965 (russisch).
- M.A. Kumachov: Teoriya genealogicheskogo dreva i voprosy differentsiatsii zapadnokavkazskikh yazykov. Moskau 1971 (russisch).
- G.A. Klimov: Abxazsko-adygskie etimologii. Moskau 1967 (russisch).
- S.Z. Lakoba: Essays der politischen Geschichte Abchasiens. Sochumi 1990.
- N.Y. Marr: O iazyke i istorii abxazov. Moskau-Leningrad 1938 (russisch).
- A.K. Shagirov: K vyiavleniu geneticheski obshix elementov leksiki abxazo-adygskix iazykov. Moskau 1964 (russisch).
- A. Schiefner: Ausführlicher Bericht über des Generals Baron Peter von Uslars Abchasische Studien. In: Mémoires de l´Académie Impériale des Sciences de St.-Pétersbourg. VII série, t. VII, No. 12.
- Y. Woronow: Abchasen – wer sind sie?. Moskau 1998.